# Osiedle Pod Lipami (Poznań)

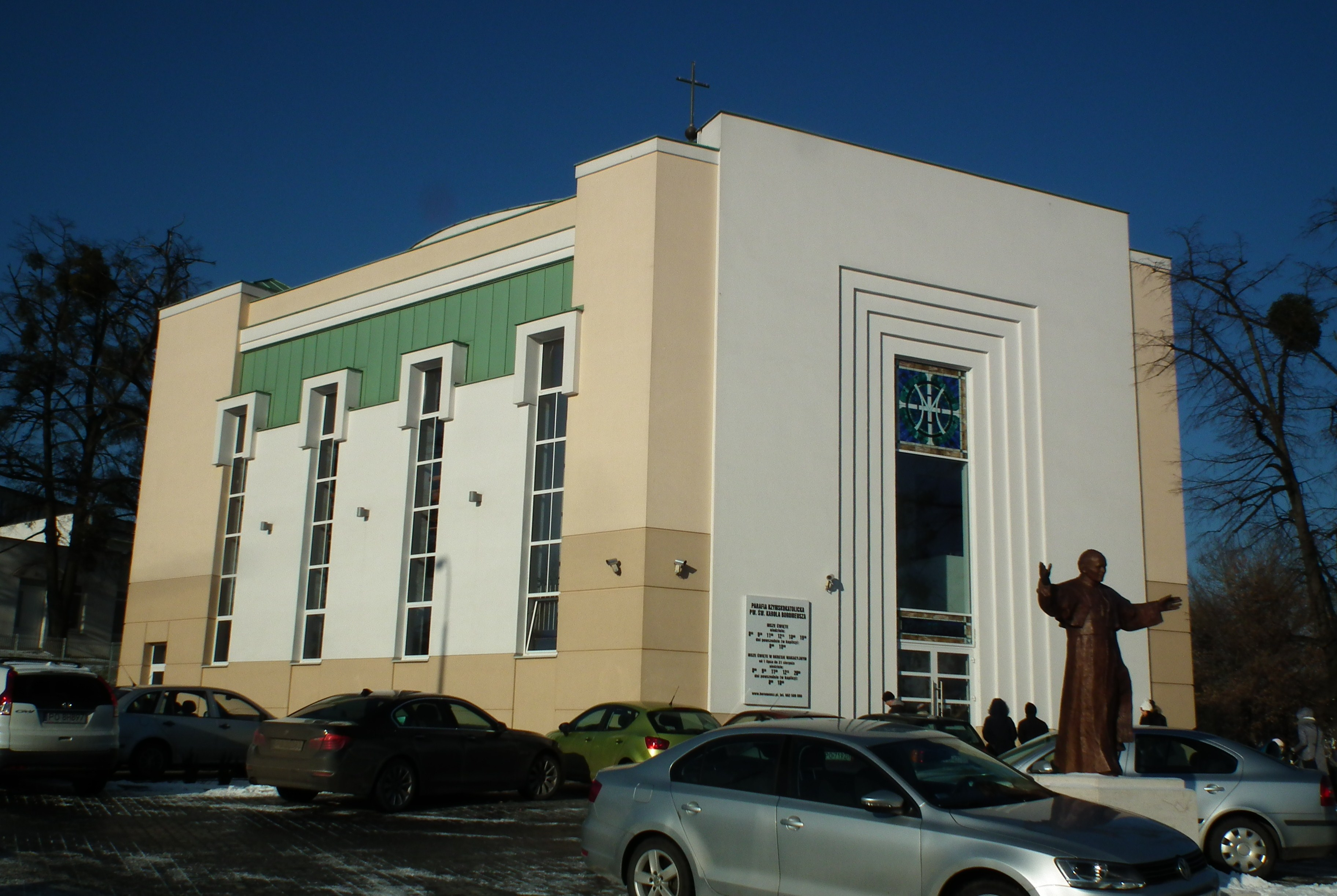
Kościół św. Karola Boromeusza na osiedlu (2017)

Osiedle Pod Lipami (dawniej Wielkiego Października) – osiedle mieszkaniowe w Poznaniu, a jednocześnie jednostka obszarowa Systemu Informacji Miejskiej (SIM), należąca do większej jednostki obszarowej Winogrady, na terenie jednostki pomocniczej Osiedle Nowe Winogrady Południe.

## Położenie
Sąsiaduje z osiedlami: Przyjaźni, Kosmonautów, Wilczak. Na osiedlu znajduje się 5 budynków 13-kondygnacyjnych, 10 budynków 5-kondygnacyjnych oraz dwa domki mieszkalne.
Granice osiedla wyznaczają następujące ulice:
- ul. Naramowicka
- ul. Serbska
- ul. Murawa
- ul. Słowiańska

Przez osiedle przebiegają ulice:
- ul. Do Alei

## Historia
Budowa osiedla rozpoczęła się 9 maja 1968, jako pierwszego na Winogradach. W fundamentach bloku nr 2 wmurowano kamień węgielny. W 1969 oddano do użytku pierwsze cztery niskie bloki z 541 mieszkaniami (od strony ul. Słowiańskiej). Osiedle otrzymało nazwę Wielkiego Października na cześć rewolucji październikowej w Rosji.
Obszar osiedla do 1990 należał do dzielnicy administracyjnej Stare Miasto. W 2000 utworzono jednostkę pomocniczą miasta Osiedle Pod Lipami. 1 stycznia 2011 połączono dwie jednostki Osiedle Pod Lipami i Osiedle Przyjaźni w jedno Osiedle Nowe Winogrady Południe.

## Oświata
Na terenie osiedla znajdują się następujące szkoły:
- Sportowa Szkoła Podstawowa nr 29 im. Jana Kochanowskiego w Zespole Szkół z Oddziałami Sportowymi nr 1 w Poznaniu
- Gimnazjum nr 5 Gimnazjum Mistrzostwa Sportowego w Zespole Szkół z Oddziałami Sportowymi nr 1 w Poznaniu

Przedszkola:
- Przedszkole nr 116 "Kolorowe nutki"
- Przedszkole nr 127
- Niepubliczne przedszkole "Wesoły domek"

Żłobek:
- Żłobek "Krecik", filia "Calineczka"

W budynku administracji osiedla znajdują się także dwie filie Biblioteki Raczyńskich: F42 (dla dorosłych) oraz F49 (dla dzieci).

## Kultura i sport
Na terenie osiedla funkcjonuje Osiedlowy Dom Kultury "Pod Lipami". W parku Jurija Gagarina stoi pomnik Gagarina autorstwa Jerzego Sobocińskiego (1977). Na Szkole Podstawowej nr 29 im. Jana Kochanowskiego wmurowana jest płyta pamiątkowa ku czci tego poety z cytatem z jego twórczości: Służmy poczciwej sławie, a jako kto może / Niech ku pożytku dobra wspólnego pomoże. Gimnazjum zlokalizowane na osiedlu jest jedynym w Polsce, mającym za patrona podróżnika - Kazimierza Nowaka.
W 1970 odbył się na osiedlu Rajd Wielkiego Października (RWP) - nawigacyjna impreza samochodowa. Tradycja ta była kontynuowana w następnych latach. Obecnie skrót jest rozwijany inaczej - Rajd Winogrady Poznań.
Z inicjatywy lokalnych miłośników gry w tenisa stołowego na terenie osiedla (ul. Słowiańska 55a) powstała zautomatyzowana sala do gry w tę grę z rezerwacjami online.

## Wspólnoty religijne
Na rogu ulic Naramowickiej i Słowiańskiej znajduje się rzymskokatolicka Parafia św. Karola Boromeusza w Poznaniu, obejmująca Osiedle Pod Lipami, Wilczak oraz Stare Winogrady (od ul. Szelągowskiej do ul. Murawa).

## Komunikacja miejska
- tramwaje: 3, 10
- autobusy: 167, 169, 171, 174, 182, 183, 185, 190 (linie miejskie dzienne), 214, 224 (linie miejskie nocne), 322, 911 (linie podmiejskie dzienne)